# Luboš Ilizi
Luboš Ilizi (Nyitra, 1982. október 13. –) szlovák labdarúgó.

## Pályafutása
Luboš Ilizi 1982-ben született Nyitra városában, akkor még Csehszlovákia területén és a labdarúgó pályafutását is a helyi FC Nitra csapatánál kezdte. 1998-ban a Nagyszombat csapatához, az FC Spartak Trnavához igazolt el, ahol 2001-ben került fel a felnőtt első kerethez. Ezt követően rövid ideig az FK Púchov igazolt kapusa volt, majd 2006 októberében az cseh FC Viktoria Plzeň alkalmazásába került. Eleinte számítottak a játékára és később, a 2008–2009-es kiírásra a másodosztályú FK Baník Sokolov vette kölcsön. Miután visszatért nem kapott lehetőséget. 
2011 júliusában a magyar élvonalbeli Vasas szerződtette. Debütálására július 23-án, az NB I második fordulójában került sor a Pécsi MFC elleni 1–2-es vereséggel záródó összecsapáson hazai pályán. A szezon végéig kezdő maradt, utolsó találkozóján a csapatkapitányi karszalagot is viselhette a Diósgyőr elleni 3–2-re elvesztett bajnokin. Az évad végén a Vasas a 15. helyen kiesett az első osztályból. 2013 áprilisában a Soproni VSE-hez igazolt. Itt csupán négy hivatalos mérkőzése volt a az NB II – Nyugati csoportjában. 
2015 januárjában talált újra klubot, a cseh második vonalban szereplő 1. SC Znojmo FK személyében, ahol állandó kezdőként volt pályán. 2015 júliusában visszatért Magyarországra, az élvonalbéli Békéscsaba gárdájához. Cserekapusként 7 mérkőzésen kapott szerepet és félévkor távozott a klubtól. 2016 januárjában vonult vissza a profi labdarúgástól.

## Statisztikái

### Klubcsapatokban
| Klub                       | Szezon           | Bajnokság         | Bajnokság | Bajnokság |
| Klub                       | Szezon           | Liga              | Mérk      | Gól       |
| -------------------------- | ---------------- | ----------------- | --------- | --------- |
| Spartak Trnava             | 2004–05          | Fortuna Liga      | 13        | 0         |
| Spartak Trnava             | Összesen         | Összesen          | 13        | 0         |
| Púchov                     | 2005–06          | Fortuna Liga      | 6         | 0         |
| Púchov                     | Összesen         | Összesen          | 6         | 0         |
| Viktoria Plzeň             | 2006–07          | Fortuna Liga      | 0         | 0         |
| Viktoria Plzeň             | 2007–08          | Fortuna Liga      | 7         | 0         |
| Viktoria Plzeň             | 2009–10          | Fortuna Liga      | 0         | 0         |
| Viktoria Plzeň             | 2010–11          | Fortuna Liga      | 0         | 0         |
| Viktoria Plzeň             | Összesen         | Összesen          | 7         | 0         |
| Baník Sokolov (kölcsönben) | 2008–09          | Cseh másodosztály | 23        | 0         |
| Baník Sokolov (kölcsönben) | Összesen         | Összesen          | 23        | 0         |
| Vasas                      | 2011–12          | NB I              | 31        | 0         |
| Vasas                      | Összesen         | Összesen          | 31        | 0         |
| Soproni VSE                | 2012–13          | NB II – Nyugat    | 4         | 0         |
| Soproni VSE                | Összesen         | Összesen          | 4         | 0         |
| Znojmo                     | 2014–15          | Cseh másodosztály | 14        | 0         |
| Znojmo                     | Összesen         | Összesen          | 14        | 0         |
| Békéscsaba                 | 2015–16          | NB I              | 7         | 0         |
| Békéscsaba                 | Összesen         | Összesen          | 7         | 0         |
| Karrier összesen           | Karrier összesen | Karrier összesen  | 105       | 0         |

## Sikerei, díjai
Viktoria Plzeň
- Cseh bajnok: 2010–11[13]